# Derolus iranensis
Derolus iranensis es una especie de escarabajo longicornio del género Derolus, tribu Cerambycini, subfamilia Cerambycinae. Fue descrita científicamente por Pic en 1956.

## Descripción
Mide 11-22 milímetros de longitud.

## Distribución
Se distribuye por Afganistán, Arabia Saudita, Irán y Pakistán.